# Condado de Charlotte (Florida)

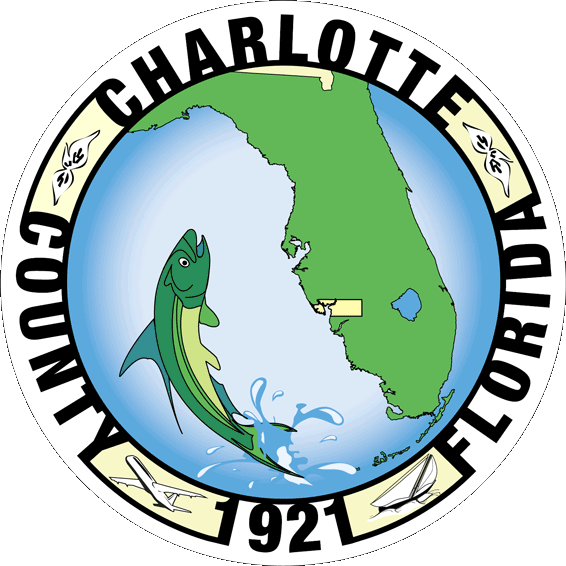
Sello Nacional del Condado de Charlotte

El Condado de Charlotte es un condado ubicado en el estado de Florida. En 2000, su población era de 141 627 habitantes. Su sede está en Punta Gorda.

## Historia
El Condado de Charlotte fue creado en 1921. Su nombre proviene del puerto de la bahía de Charlotte.

## Demografía
Según el censo de 2000, el condado cuenta con 141 627 habitantes, 63 864 hogares y 44 130 familias residentes. La densidad de población es de 79 hab/km² (204 hab/mi²). Hay 79 758 unidades habitacionales con una densidad promedio de 44 u.a./km² (115 u.a./mi²). La composición racial de la población del condado es 92,58% Blanca, 4,39% Afroamericana o Negra, 0,22% Nativa americana, 0,85% Asiática, 0,03% De las islas del Pacífico, 0,79% de Otros orígenes y 1,14% de dos o más razas. El 3,30% de la población es de origen Hispano o Latino cualquiera sea su raza de origen.
De los 63.864 hogares, en el 17,40% de ellos viven menores de edad, 59,20% están formados por parejas casadas que viven juntas, 7,20% son llevados por una mujer sin esposo presente y 30,90% no son familias. El 26,00% de todos los hogares están formados por una sola persona y 16,70% de ellos incluyen a una persona de más de 65 años. El promedio de habitantes por hogar es de 2,18 y el tamaño promedio de las familias es de 2,56 personas.
Es el condado con mayor porcentaje de población mayor de 65 años de edad. El 15,70% de la población del condado tiene menos de 18 años, el 4,50% tiene entre 18 y 24 años, el 18,80% tiene entre 25 y 44 años, el 26,40% tiene entre 45 y 64 años y el 34,70% tiene más de 65 años de edad. La edad media está en torno a los 54 años. Por cada 100 mujeres hay 91,40 hombres y por cada 100 mujeres de más de 18 años hay 89,40 hombres.
La renta media de un hogar del condado es de $36 379, y la renta media de una familia es de $42 653. Los hombres ganan en promedio $30 309 contra $22 273 para las mujeres. La renta per cápita en el condado es de $21.806. 8,20% de la población y 5,30% de las familias tienen rentas por debajo del nivel de pobreza. De la población total bajo el nivel de pobreza, el 13,00% son menores de 18 y el 5,00% son mayores de 65 años.

## Ciudades y pueblos

### Municipalidades
- Punta Gorda

### No incorporadas
- Boca Grande
- Charlotte Harbor
- Charlotte Park
- Cleveland
- Englewood
- Grove City
- Harbour Heights
- Manasota Key
- Port Charlotte
- Rotonda
- Solana